# چارلز اسمیت
چارلز اسمیت (انگلیسی: Charles Smith؛ زاده ۱۶ ژوئیهٔ ۱۹۶۵) یک بازیکن بسکتبال اهل ایالات متحده آمریکا است.